# ズィンミテュード
ズィンミテュード（dhimmitude）は、アラビア語で字義通りには“保護された”という意味を持つ形容詞“ズィンミー”（dhimmi）から派生し、フランス語を通じて英語に借用された新語である。“dhimmitude”という語は、“dhimmi”に生産的な接辞である“-tude”を（“attitude” や “servitude”で見られるように）付加することで作られる。これにより、元のアラビア語の名詞“ズィンマ”（dhimma、保護の意味）とは（議論はあるものの）区別された意味を持つ語が作り出される。著者によれば、この用語“dhimmitude”は“dhimma"とはいくつかの点で区別されるが、しかし関連した意味を持つ。この用語が用いられる範囲は、歴史的事象に関してのみのこともあれば、現代の事象に関してのみのこともあり、両方に用いられることもある。この用語は“dhimma”という制度全体を指して用いられることもあれば、その制度に服する対象の“dhimmi”のみを指すこともあり、さらには確立した制度としての“dhimma”があらゆる意味で存在しない状況においてこの用語を用いる場合もある。

## 語源
この用語は、レバノンのマロン派武装組織の指導者であるバシール・ジャマイエルが1982年に行った、レバノンの比較的数の多いマイノリティーであるキリスト教徒を支配しようとするムスリム指導者の目に見える試みへの言及の中で作られた。1982年9月14日にレバノンのダイル・アル・サリブ（Dayr al-Salib）で行われた演説で、彼は以下のように述べた。
“dhimmitude”という概念は、1983年にイタリアの雑誌である“イスラエル月報”（La Rassegna mensile di Israel）に掲載されたフランス語の記事の中で、著述家のバート・ヨールにより欧米の議論に導入された。 この用語は早くも1985年にはJames E. Biechler教授による、“Journal of Ecumenical Studies”に掲載された書評の中で英語として使用されており、ここで彼はヨールの業績を賞賛して、「おそらく著者のもっとも顕著なひとつの功績は、彼女による“dhimmitude”という概念の定義と展開である。」と述べている。ヨールは更に彼女の著書である“イスラーム統治下での東方キリスト教の没落―ジハードからズィンミテュードへ”と2003年に出されたその補論である“イスラームとズィンミテュード―文明が衝突する場所”の中で、この用語を一般化させた。2001年9月11日のアメリカ同時多発テロ事件以降、この用語はとりわけイスラーム主義や欧米のイスラーム化に関する議論の中で、更に広く使われるようになった。

## 意味と用法
使用者により、この“dhimmitude”という用語の意味は異なる。
- バート・ヨール は“dhimmitude”を“dhimma”に服した人々の地位と経験として定義し、それゆえに“dhimma"とは同義ではなく、寧ろ“dhimma”という現象の部分集合であるとしている。彼女は以下のように述べる。「“dhimmitude”[...]はテロリズムに対する恐怖、攻撃されたときに抵抗しない平和主義、臆病さと脆弱さによる奴隷根性、によって支配された振る舞いを指す。[...]イスラーム教軍に対する彼らの平和的降伏により, 彼らは自身の生命、財産、そして宗教に対する保護を得るが、彼らは卑しめられ、奪われ、そして辱められる地位を受け入れなくてはならない。」[5]
- この用語は、単純に（“dhimmi”に比べて）あまり知られていない名詞形“dhimma”の代わりとして、同じ意味を伝えるよう作られたのだろう[6]。これは“-tude”が（英語同様）生産的な接辞であるフランス語においては、すでに広く用いられる用法となっている。
- より最近になって生じた“dhimmi”と“dhimmitude”の侮辱的な用法は、これらの語をジハードの歴史的文脈から引き剥がし、欧米の非ムスリムが他の宗教にましてイスラームを賞賛する状況を指して用いるものである。この文脈では、“dhimmi”は裏切り者に対する比喩として用いられている。例としては、英語版の記事である「ズィンミー・ウォッチ」を見よ。